# Министерство строительства и жилищно-коммунального хозяйства Российской Федерации
Министерство строительства и жилищно-коммунального хозяйства Российской Федерации (Минстрой России) — федеральный орган исполнительной власти, образованный указом Президента Российской Федерации 1 ноября 2013 года преобразованием Федерального агентства по строительству и жилищно-коммунальному хозяйству. Министр — Ирек Файзуллин.

## Полномочия
На Министерство возложены функции:
- по выработке и реализации государственной политики и нормативно-правовому регулированию в сфере строительства, архитектуры, градостроительства и жилищно-коммунального хозяйства;
- по оказанию государственных услуг, управлению государственным имуществом в сфере строительства, градостроительства и жилищно-коммунального хозяйства;
- по осуществлению координации деятельности Федерального фонда содействия развитию жилищного строительства, государственной корпорации — Фонда содействия реформированию ЖКХ и Госкорпорации Олимпстрой, Главного управления государственной экспертизы.

## Руководство
Министр строительства и жилищно-коммунального хозяйства
- Михаил Мень (1 ноября 2013 — 18 мая 2018),
- Владимир Якушев (18 мая 2018 — 9 ноября 2020),
- Ирек Файзуллин (с 10 ноября 2020).

## Подведомственные организации
- Федеральное бюджетное учреждение «Федеральный центр строительного контроля» (ФБУ «РосСтройКонтроль»)
- Федеральное автономное учреждение «Федеральный центр ценообразования в строительстве и промышленности строительных материалов»
- Федеральное бюджетное учреждение «Центральная научно-техническая библиотека по строительству и архитектуре»
- Федеральное автономное учреждение «Федеральный центр нормирования, стандартизации и технической оценки соответствия в строительстве»
- Федеральное автономное образовательное учреждение дополнительного профессионального образования «Государственная академия повышения квалификации и переподготовки кадров для строительства и жилищно-коммунального комплекса»
- Федеральное автономное учреждение «Главгосэкспертиза России».
- Федеральное казённое учреждение «Объединённая дирекция» по реализации федеральных инвестиционных программ Министерства строительства и жилищно-коммунального хозяйства Российской Федерации
- Федеральное казённое предприятие «Дирекция комплекса защитных сооружений г. Санкт-Петербурга Министерства строительства и жилищно-коммунального хозяйства Российской федерации»
- Федеральное государственное бюджетное учреждение «Научно-исследовательский институт физики Российской академии архитектуры и строительных наук»
- Федеральное государственное бюджетное учреждение «Центральный научно-исследовательский и проектный институт Министерства строительства и жилищно-коммунального хозяйства Российской федерации»
- Федеральное государственное бюджетное учреждение «Российская академия архитектуры и строительных наук»
- Государственная жилищная инспекция (ГЖИ)
- Федеральное автономное учреждение «Единый институт пространственного планирования РФ»